# Anthidium ternarium
Anthidium ternarium är en biart som beskrevs av Cockerell 1911. Anthidium ternarium ingår i släktet ullbin, och familjen buksamlarbin. Inga underarter finns listade i Catalogue of Life.